# Instituto de Medicina Preventiva de la Defensa
El Instituto de Medicina Preventiva de la Defensa «Capitán Médico Ramón y Cajal» (IMPDEF) es un centro militar de investigación sanitaria de las Fuerzas Armadas de España y asesor del Ministerio de Defensa especializado en Medicina preventiva. Sus funciones, descritas en la Orden Ministerial 17/2012, de 15 de marzo, por la que se regula la estructura de la Red Sanitaria Militar, son las siguientes:
- El estudio, creación y propuesta de normas de medicina preventiva para la Defensa y, una vez aprobadas, la supervisión y coordinación de su aplicación.
- La elaboración de estudios y normas técnicas para la Defensa destinadas a la prevención de enfermedades.
- La protección y promoción de la salud física y psíquica de los miembros de las Fuerzas Armadas Españolas.

El IMPDEF depende de la Inspección General de Sanidad de la Defensa, a través de la Subinspección General de Ordenación Sanitaria. Aunque es un organismo autónomo, su sede se encuentra en el complejo del Hospital Central de la Defensa, «Gómez Ulla», situado en el barrio de Aluche de la ciudad de Madrid. Dispone de una dirección con un coronel médico al frente y una secretaría, una jefatura de estudios con una sección de apoyo y una biblioteca especializada. 
El Instituto de Medicina Preventiva de la Defensa cuenta con tres servicios para cumplir con los fines que tiene encomendados:
1. Servicio de Protección y Promoción de la Salud: Tiene por objeto garantizar y promover la salud del personal de la Defensa mediante campañas educativas y medidas de autoprotección. También gestiona un Centro de Vacunación Internacional de uso militar.
2. Servicio de Epidemiología e Inteligencia Sanitaria: Es responsable de la vigilancia epidemiológica y la inteligencia sanitaria en las Fuerzas Armadas. Este servicio dispone de una red militar permanente de alerta  epidemiológica, recibe los informes de las Enfermedades de Declaración Obligatoria (EDO) remitidos por las unidades militares y todos los meses publica el Boletín Epidemiológico de las Fuerzas Armadas para difundir la información obtenida. En lo relativo a la inteligencia sanitaria, el IMPDEF trabaja en estrecha colaboración con el Centro de Inteligencia de las Fuerzas Armadas (CIFAS).
3. Servicio de Sanidad Ambiental y NRBQ: Analiza los riesgos procedentes del medio ambiente y el armamento NRBQ que puedan afectar a la salud de los efectivos militares en operaciones. Además realiza estudios para garantizar condiciones adecuadas relacionadas con la higiene laboral y seguridad alimentaria en el seno de las Fuerzas Armadas.

Este centro se creó como Laboratorio Histológico e Histoquímico del Hospital Militar de Madrid en el año 1885. En 1893 se convirtió en el Instituto de Higiene Militar del Ejército con el objetivo de reducir el número de bajas producidas por las enfermedades. Desde su apertura se dedicó a la elaboración de vacunas y sueros y, algunos años después, contribuyó al desarrollo de los análisis clínicos y la medicina preventiva en España. Dejó de pertenecer al Ejército de Tierra al producirse la integración de los sanitarios militares de las tres ramas de las Fuerzas Armadas en un cuerpo común en 2002.